# Masako Seki
Masako Seki (Japans: 関 正子;) (1941-1942 - 18 september 2019) was een Japans professioneel tafeltennisster. Zij werd viermaal wereldkampioen tefeltennis.

## Belangrijkste resultaten
- Goud met het team op de wereldkampioenschappen 1961.
- Goud met het team op de wereldkampioenschappen 1963.
- Goud in het vrouwen dubbelspel op de wereldkampioenschappen 1963 met Kimiyo Matsuzaki.
- Goud in het gemengd dubbelspel op de wereldkampioenschappen 1965 met Koji Kimura.